# Mohammed Kudus
Mohammed Kudus (sinh ngày 2 tháng 8 năm 2000) là một cầu thủ bóng đá chuyên nghiệp người Ghana hiện đang thi đấu ở vị trí tiền vệ tấn công hoặc tiền vệ cánh cho câu lạc bộ Premier League Tottenham Hotspur và đội tuyển bóng đá quốc gia Ghana.

## Sự nghiệp câu lạc bộ

### Tottenham Hotspur
Vào ngày 10 tháng 7 năm 2025, Kudus gia nhập đội bóng Ngoại hạng Anh Tottenham Hotspur với mức phí 55 triệu bảng Anh và ký hợp đồng có thời hạn sáu năm.

## Đời tư
Kudus đến từ Nima ở Accra, Ghana, và là người Hồi giáo. Anh có hai anh trai sống ở Accra.

## Thống kê sự nghiệp

### Câu lạc bộ
Tính đến 25 tháng 5 năm 2025
| Câu lạc bộ        | Mùa giải  | Giải vô địch     | Giải vô địch | Giải vô địch | Cúp quốc gia | Cúp quốc gia | Cúp Liên đoàn | Cúp Liên đoàn | Châu lục | Châu lục | Khác | Khác | Tổng cộng | Tổng cộng |
| Câu lạc bộ        | Mùa giải  | Hạng đấu         | Trận         | Bàn          | Trận         | Bàn          | Trận          | Bàn           | Trận     | Bàn      | Trận | Bàn  | Trận      | Bàn       |
| ----------------- | --------- | ---------------- | ------------ | ------------ | ------------ | ------------ | ------------- | ------------- | -------- | -------- | ---- | ---- | --------- | --------- |
| Nordsjælland      | 2018–19   | Danish Superliga | 26           | 3            | 2            | 0            | —             | —             | 2        | 0        | —    | —    | 30        | 3         |
| Nordsjælland      | 2019–20   | Danish Superliga | 25           | 11           | 2            | 0            | —             | —             | —        | —        | —    | —    | 27        | 11        |
| Nordsjælland      | Tổng cộng | Tổng cộng        | 51           | 14           | 4            | 0            | —             | —             | 2        | 0        | —    | —    | 57        | 14        |
| Ajax              | 2020–21   | Eredivisie       | 17           | 4            | 1            | 0            | —             | —             | 4        | 0        | —    | —    | 22        | 4         |
| Ajax              | 2021–22   | Eredivisie       | 16           | 1            | 2            | 0            | —             | —             | 2        | 0        | 0    | 0    | 20        | 1         |
| Ajax              | 2022–23   | Eredivisie       | 30           | 11           | 3            | 1            | —             | —             | 8        | 5        | 1    | 1    | 42        | 18        |
| Ajax              | 2023–24   | Eredivisie       | 2            | 1            | 0            | 0            | —             | —             | 1        | 3        | —    | —    | 3         | 4         |
| Ajax              | Tổng cộng | Tổng cộng        | 65           | 17           | 6            | 1            | —             | —             | 15       | 8        | 1    | 1    | 87        | 27        |
| West Ham United   | 2023–24   | Premier League   | 33           | 8            | 0            | 0            | 3             | 1             | 9        | 5        | —    | —    | 45        | 14        |
| West Ham United   | 2024–25   | Premier League   | 32           | 5            | 1            | 0            | 2             | 0             | —        | —        | —    | —    | 35        | 5         |
| West Ham United   | Tổng cộng | Tổng cộng        | 65           | 13           | 1            | 0            | 5             | 1             | 9        | 5        | —    | —    | 80        | 19        |
| Tottenham Hotspur | 2025–26   | Premier League   | 0            | 0            | 0            | 0            | 0             | 0             | 0        | 0        | 0    | 0    | 0         | 0         |
| Tổng cộng         | Tổng cộng | Tổng cộng        | 181          | 45           | 11           | 1            | 5             | 1             | 26       | 13       | 1    | 1    | 224       | 60        |

1. ↑  Bao gồm Cúp bóng đá Đan Mạch, KNVB Cup, FA Cup
2. ↑  Bao gồm EFL Cup
3. 1 2 3  Ra sân tại UEFA Europa League
4. ↑  Ra sân một lần tại UEFA Champions League, ra sân ba lần tại UEFA Europa League
5. 1 2  Ra sân tại UEFA Champions League
6. ↑  Ra sân sáu lần và bốn bàn tại UEFA Champions League, ra sân hai lần và một bàn tại UEFA Europa League
7. ↑  Ra sân tại Siêu cúp bóng đá Hà Lan
8. ↑  Ra sân tại Siêu cúp bóng đá châu Âu

### Quốc tế
Tính đến 24 tháng 3 năm 2025
| Đội tuyển quốc gia | Năm       | Trận | Bàn |
| ------------------ | --------- | ---- | --- |
| Ghana              | 2019      | 2    | 1   |
| Ghana              | 2021      | 8    | 2   |
| Ghana              | 2022      | 11   | 4   |
| Ghana              | 2023      | 9    | 2   |
| Ghana              | 2024      | 10   | 2   |
| Ghana              | 2025      | 2    | 1   |
| Tổng cộng          | Tổng cộng | 42   | 12  |

Tỷ số và kết quả liệt kê bàn thắng của Ghana được để trước, cột tỷ số cho biết tỷ số sau mỗi bàn thắng của Kudus.
| #  | Ngày                 | Địa điểm                                                  | Đối thủ    | Bàn thắng | Kết quả | Giải đấu                                     |
| -- | -------------------- | --------------------------------------------------------- | ---------- | --------- | ------- | -------------------------------------------- |
| 1  | 14 tháng 11 năm 2019 | Sân vận động Thể thao Cape Coast, Cape Coast, Ghana       | Nam Phi    | 2–0       | 2–0     | Vòng loại Cúp bóng đá châu Phi 2021          |
| 2  | 25 tháng 3 năm 2021  | Sân vận động FNB, Johannesburg, Cộng hòa Nam Phi          | Nam Phi    | 1–0       | 1–1     | Vòng loại Cúp bóng đá châu Phi 2021          |
| 3  | 9 tháng 10 năm 2021  | Sân vận động Thể thao Cape Coast, Cape Coast, Ghana       | Zimbabwe   | 1–0       | 3–1     | Vòng loại Giải vô địch bóng đá thế giới 2022 |
| 4  | 1 tháng 6 năm 2022   | Sân vận động Thể thao Cape Coast, Cape Coast, Ghana       | Madagascar | 1–0       | 3–0     | Vòng loại Cúp bóng đá châu Phi 2023          |
| 5  | 5 tháng 6 năm 2022   | Sân vận động 11 tháng 11, Luanda, Angola                  | Trung Phi  | 1–0       | 1–1     | Vòng loại Cúp bóng đá châu Phi 2023          |
| 6  | 28 tháng 11 năm 2022 | Sân vận động Thành phố Giáo dục, Al Rayyan, Qatar         | Hàn Quốc   | 2–0       | 3–2     | FIFA World Cup 2022                          |
| 7  | 28 tháng 11 năm 2022 | Sân vận động Thành phố Giáo dục, Al Rayyan, Qatar         | Hàn Quốc   | 3–2       | 3–2     | FIFA World Cup 2022                          |
| 8  | 7 tháng 9 năm 2023   | Sân vận động Thể thao Baba Yara, Kumasi, Ghana            | Trung Phi  | 1–1       | 2–1     | Vòng loại Cúp bóng đá châu Phi 2023          |
| 9  | 12 tháng 9 năm 2023  | Sân vận động Thể thao Accra, Accra, Ghana                 | Liberia    | 2–0       | 3–0     | Giao hữu                                     |
| 10 | 18 tháng 1 năm 2024  | Sân vận động Félix Houphouët-Boigny, Abidjan, Bờ Biển Ngà | Ai Cập     | 1–0       | 2–2     | Cúp bóng đá châu Phi 2023                    |
| 11 | 18 tháng 1 năm 2024  | Sân vận động Félix Houphouët-Boigny, Abidjan, Bờ Biển Ngà | Ai Cập     | 2–1       | 2–2     | Cúp bóng đá châu Phi 2023                    |
| 12 | 24 tháng 3 năm 2025  | Sân vận động Mimoun Al Arsi, Al Hoceima, Maroc            | Madagascar | 3–0       | 3–0     | Vòng loại Giải vô địch bóng đá thế giới 2026 |